# 乔·阿尔帕约
乔·阿尔帕约（英语：Joe Arpaio，1932年6月14日—），美国前执法人员，因对非法移民羁押以及对罪犯的监禁环境处理而受到争议。

## 执法生涯
乔·阿尔帕约于1993年开始担任美国亚利桑那州马里科帕县治安官（sheriff），并于1996年、2000年、2004年、2008年和2012年连续当选治安官，2016年正式退休。在阿尔帕约担任治安官期间，其严厉打击罪犯与非法移民，并因试图以粉色囚服降低罪犯暴力冲突行为，并因对囚犯待遇消极而受到一些人士的不满。2003年，一些囚犯抗议室外温度达32℃而监狱缺少降温设备，对此阿尔帕约回应道：“在伊拉克，士兵们住在帐篷中，那里高达120华氏度（约49℃），他们可没有犯下罪行，所以，闭上你们的嘴！”

## 起诉与特赦
2017年7月31日，法官苏珊·里奇·博尔顿（Susan Ritchie Bolton）裁定乔·阿尔帕约蔑视法庭罪成立，但后者随即提起上诉，要求重新进行审理。2017年8月25日，总统唐纳德·特朗普赦免乔·阿尔帕约的所有指控。白宫晚间发布的一份声明表示：“阿尔帕约毕生致力于打击犯罪和非法移民来保护公众。阿尔帕约警长现在已经八十五岁，在杰出效力国家五十多年后，他无愧于总统的赦免。”